# Кулик Надія Михайлівна (Герой Соціалістичної Праці)
Наді́я Миха́йлівна Кули́к (нар. 1914 — пом. 1964) — передовиця сільського господарства Української РСР, Герой Соціалістичної Праці (1948).

## Життєпис
Народилася 1914 року в селі Соколівці Романко-Балківської волості Ананьївського повіту Херсонської губернії Російської імперії (нині — Первомайський район Миколаївської області) в селянській родині.
З 1930 року розпочала трудову діяльність у насінницькому радгоспі імені 25 Жовтня Первомайського району. В роки німецько-радянської війни перебувала на тимчасово окупованій території. З 1944 року — незмінна ланкова у тому ж таки радгоспі.
Особливо відзначилась у 1947 році, коли її ланка, змагаючись з ланкою Ольги Татарової, зібрала рекордний урожай по 31,9 центнера пшениці з 1 гектара на площі у 22 гектари.
Член КПРС з 1954 року. Обиралась депутаткою Первомайської районної ради депутатів трудящих.
Померла 29 березня 1964 року.

## Нагороди
Указом Президії Верховної Ради СРСР від 26 лютого 1948 року Кулик Надії Михайлівні присвоєне звання Героя Соціалістичної Праці з врученням ордена Леніна і золотої медалі «Серп і Молот».
Також нагороджена медаллю «За доблесну працю у Великій Вітчизняній війні 1941—1945 рр.».